# Мошунь
Мошунь, Мошуні (рум. Moșuni) — село у повіті Муреш в Румунії. Адміністративно підпорядковане місту М'єркуря-Ніражулуй.
Село розташоване на відстані 259 км на північний захід від Бухареста, 14 км на схід від Тиргу-Муреша, 90 км на схід від Клуж-Напоки, 121 км на північний захід від Брашова.

## Населення
За даними перепису населення 2002 року у селі проживали 294 особи.
Національний склад населення села:
| Національність | Кількість осіб | Відсоток |
| -------------- | -------------- | -------- |
| румуни         | 189            | 64,3%    |
| угорці         | 90             | 30,6%    |
| цигани         | 14             | 4,8%     |

Рідною мовою назвали:
| Мова      | Кількість осіб | Відсоток |
| --------- | -------------- | -------- |
| румунська | 184            | 62,6%    |
| угорська  | 110            | 37,4%    |